# Ohrlappenpilzverwandte
Die Ohrlappenpilzverwandten (Auriculariaceae) sind derzeit (Stand: 2015) die einzige Familie innerhalb der Ordnung der Ohrlappenpilzartigen (Auriculariales). Die Pilze haben gallertartige Fruchtkörper und segmentierte Basidien. Die Familie enthält über 100 Arten, die als Saprobionten auf totem Holz wachsen. Einige Arten sind besonders in Ostasien häufig kultivierte Speisepilze. Auch die Gattungen, die früher in die Familie der Drüslingsverwandten (Exidiaceae) gestellt wurden, gehören neuerdings zu den Ohrlappenpilzverwandten.

## Merkmale

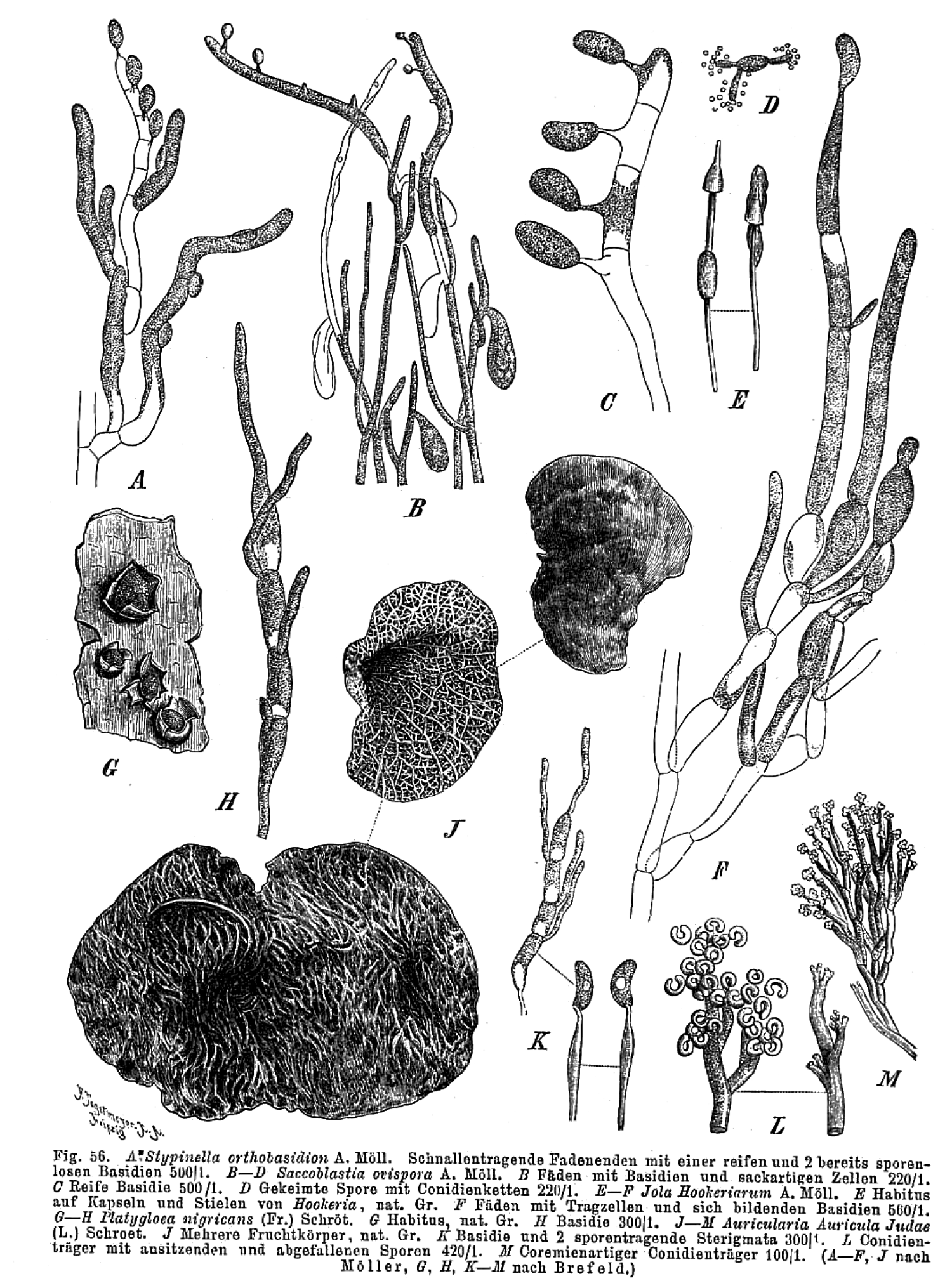
Makro- und Mikromorphologie der Auriculariales (Zeichnung von Gustav Lindau)

Die gallertigen Fruchtkörper sind resupinat oder abgeflacht und nur selten gestielt. Sie sind meist blass oder bräunlich gefärbt. Ihre sterile Oberfläche kann glatt oder behaart sein. Das Hymenium ist glatt, grubig gefaltet oder wabenförmig genetzt. Die Hyphen haben Schnallen, ihre Form ist variabel. Die mehr oder weniger zylindrischen Basidien sind als typische Phragmobasidien durch drei Quersepten in vier hintereinanderliegende Einzelzellen unterteilt. Aus jeder dieser Zellen wächst ein langes, fadenförmiges Sterigma aus, an dessen Spitze eine nierenförmige bis allantoide (würstchenförmige) Basidiospore gebildet wird. Die hyalinen Sporen sind glatt und inamyloid. Aus diesen zuletzt mehrzelligen Basidiosporen, können entweder Hyphen oder Sekundärsporen (häkchenförmige Mikrokonidien) auskeimen.
Die früher in die Familie der Drüslingsverwandten gestellten Gattungen haben resupinate, pustelartige oder scheibenförmige Fruchtkörper, die membranartig, wachsartig oder mehr oder weniger gallertig sein können. Die Färbung ist sehr variabel. Die Hyphen sind oft gelatinisiert und das Hymenium glatt, höckerig oder stachelig. Die großen Basidien sind eiförmig bis ellipsoid und längs (kreuzförmig) septiert. Sie tragen eine basale Schnalle und lange, oft gewundene, röhrige Sterigmen. Neben den Basidien findet man oft dünne, verzweigte und knotige Hyphidien. Die dünnwandigen, glatten und hyalinen Basidiosporen sind normalerweise allantoid. Auch aus ihnen keimen oft gekrümmte Mikrokonidien aus.

## Ökologie und Verbreitung
Alle Arten innerhalb der Familie der Ohrlappenpilzverwandten scheinen Saprobionten zu sein. Die meisten von ihnen wachsen auf abgestorbenen Ästen, toten Stämmen oder auf Fallholz. Die Familie ist weltweit verbreitet. Laut einer Schätzung von 2008 enthält die Familie sieben Gattungen und über 100 Arten.

## Gattungen
Die wichtigste und artenreichste Gattung ist Auricularia, außerdem werden heute Eichleriella, Exidia, Exidiopsis und Heterochaete der Familie der Pilzlappenverwandten zugeordnet, die früher in die Familie der Exidiaceae und in die Ordnung der Zitterlingsartigen (Tremellales) gestellt wurden.

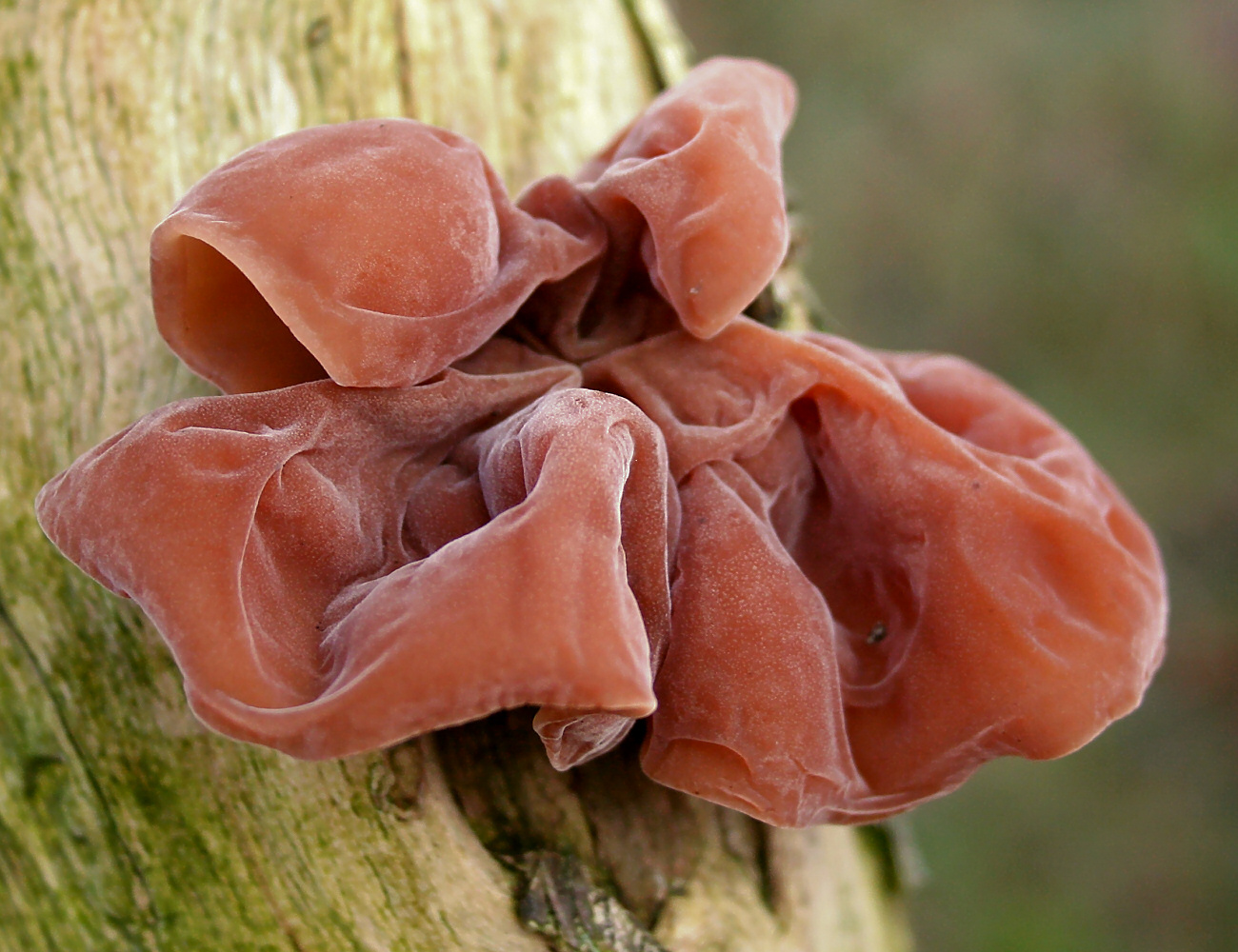
Auricularia auricula-judae, das Judasohr.
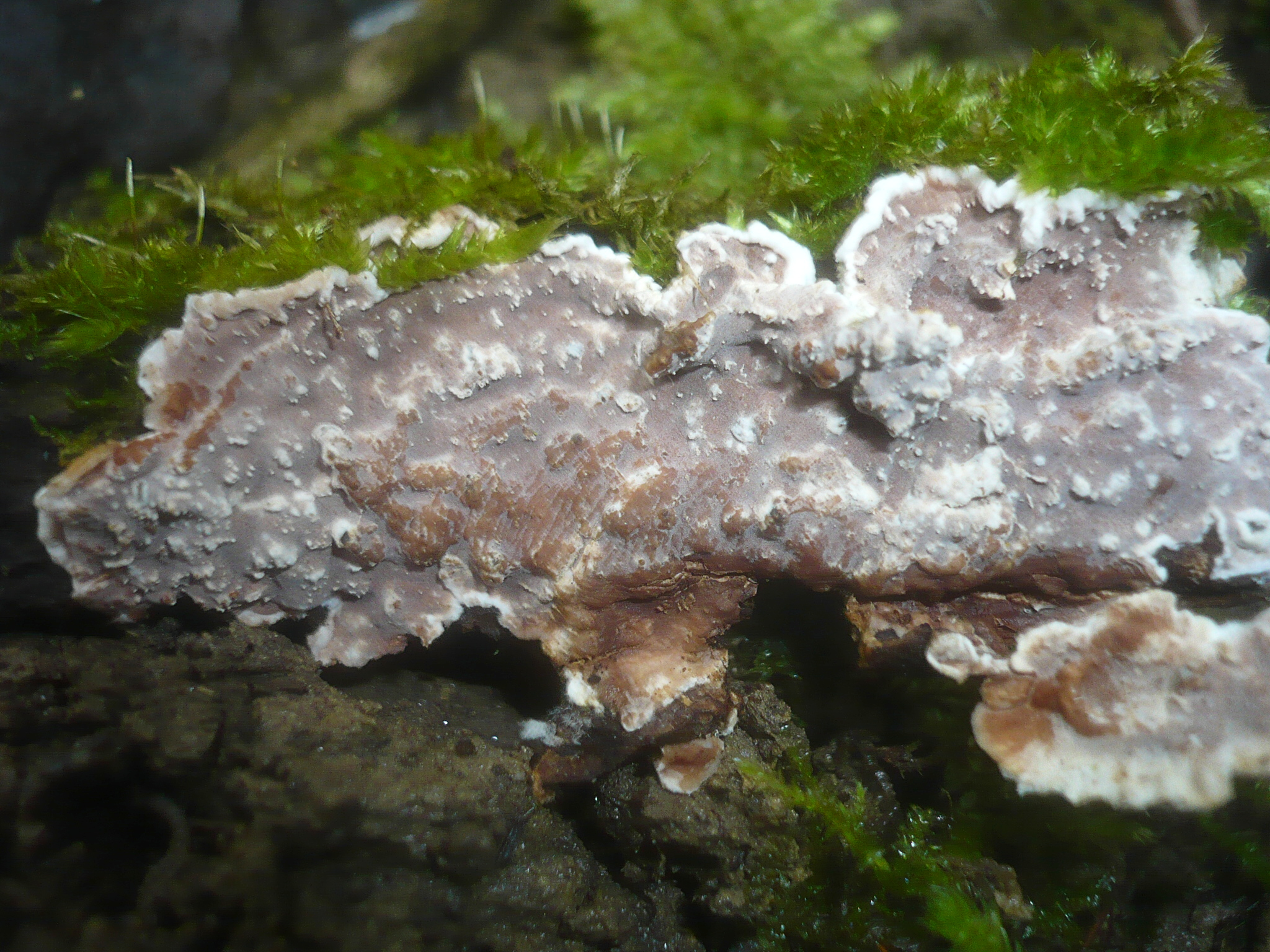
Eichleriella deglubens, der Dornige Wachsrindenschwamm ist ein resupinater Verwandter des Judasohrs
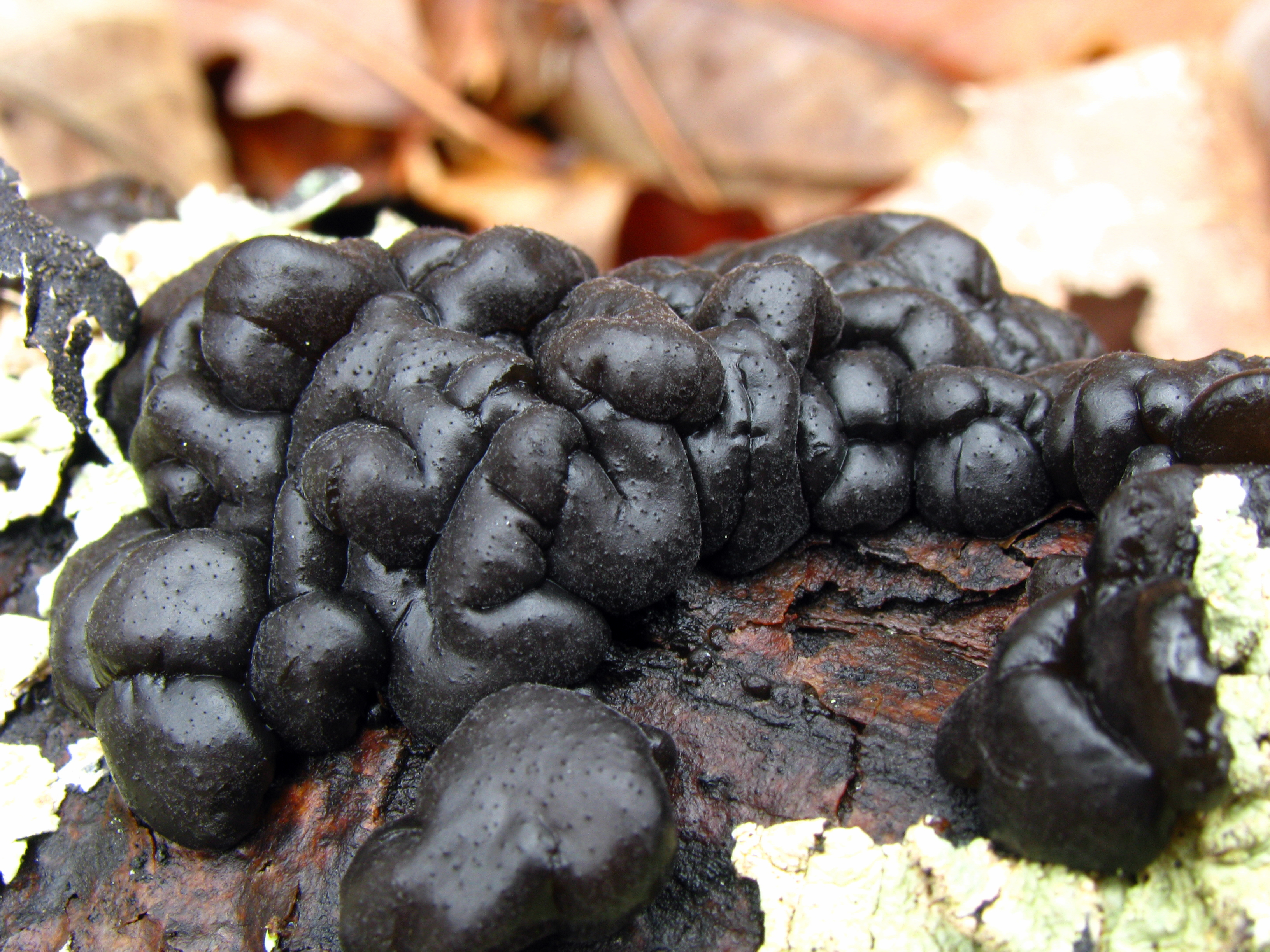
Exidia glandulosa (Syn. E. truncata), der Stoppelige Drüsling ist die Typusart der Gattung Exidia
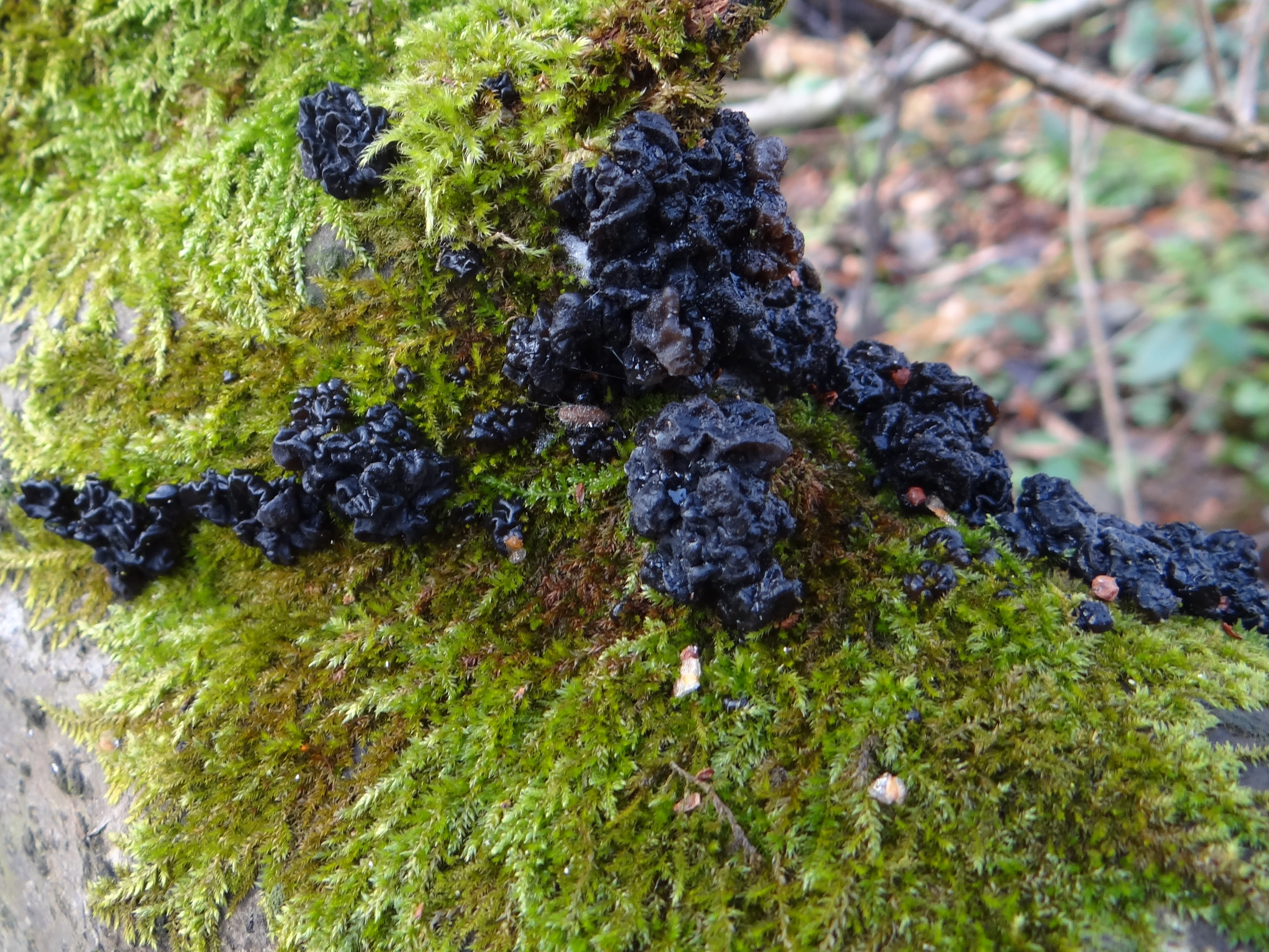
Exidia nigricans (Syn. E. plana), der Warzige Drüsling ist in Deutschland, Österreich und der Schweiz der häufigste Vertreter der Gattung.
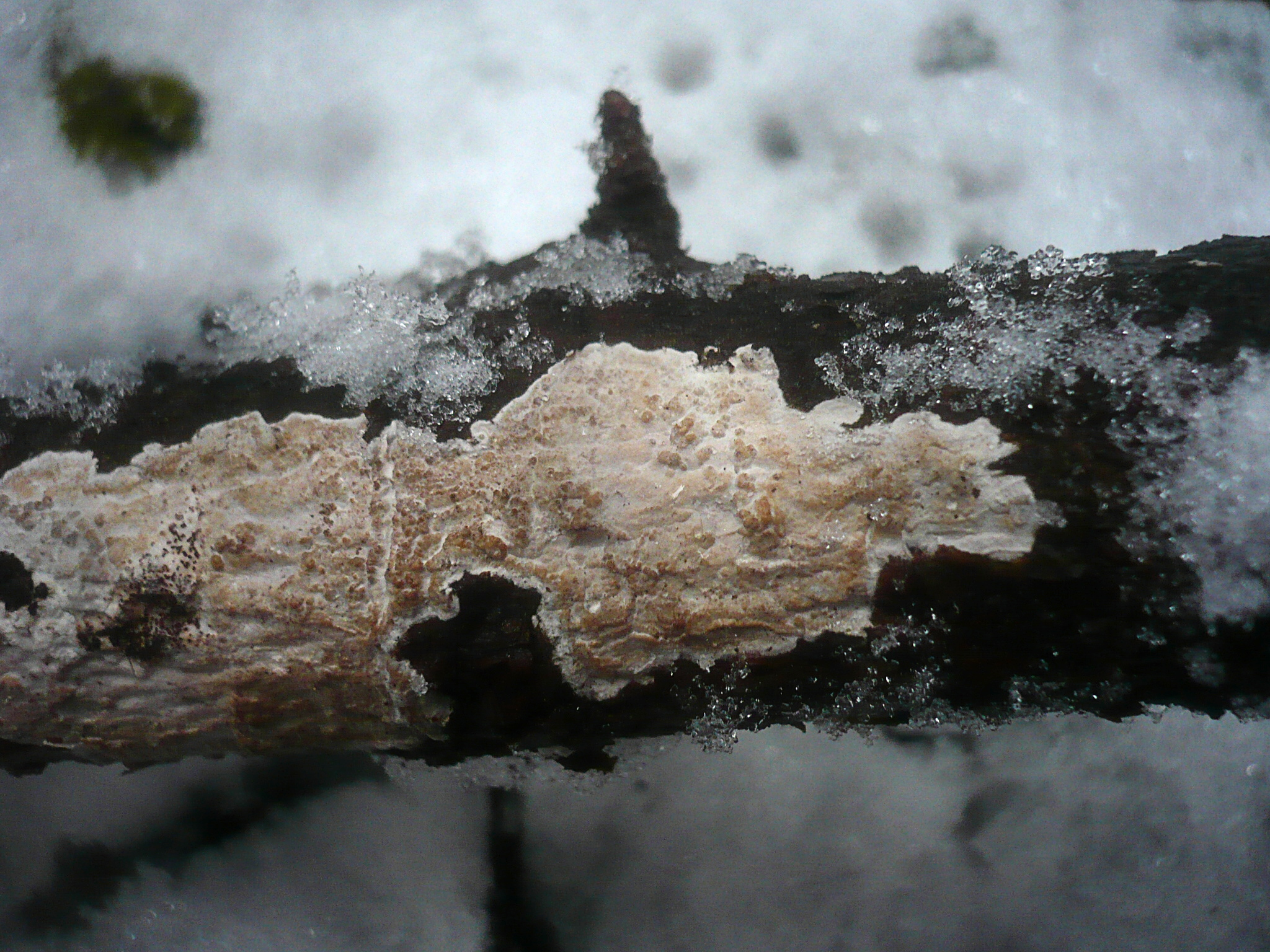
Exidiopsis calcea, die Kalkfarbene Gallertkruste, bildet ebenfalls resupinate Fruchtkörper aus.

## Systematik
Die Familie Auriculariaceae wurde 1897 von dem deutschen Mykologen Gustav Lindau beschrieben, um Pilzarten zu vereinen, die ein "gymnocarpes" (frei stehendes) Hymenium und auricularioide Basidien haben. Als auricularioid bezeichnet man Basidien, die mehr oder weniger zylindrisch sind und durch drei Quersepten in vier übereinanderliegende Zellen unterteilt werden. Der Taxon war allerdings schon von Elias Magnus Fries in seiner Epicrisis systematis mycologici als Auricularini beschrieben worden. Neben der Gattung Auricularia stellte Lindau auch die Gattungen Platygloea, Jola, Saccoblastia (heute  Helicogloea) und die Gattung Stypinella (heute Helicobasidium) in die neue Familie. Platygloea, Jola, Helicogloea und Helicobasidium werden heute in die Unterabteilung Pucciniomycotina gestellt, zu denen auch die Rostpilze gehören.
Der amerikanische Mykologe Bandoni revidierte 1984 das Familienkonzept. Er schlug ein alternatives Klassifikationssystem für die Auriculariales und Tremellales vor, dass sich auf mikromorphologische, ultrastrukturelle und ökologische Merkmale stützte. Alle Arten mit einfachen Septenporen schloss er aus der Ordnung Auriculariales aus und stellte alle Arten mit Doliporen in die Ordnung, unabhängig davon, ob sie quer oder längsseptierte Basidien hatten. Die Familie der Auriculariaceae enthielt nur die Arten, die einen auricularoiden Basidientyp hatte, wodurch die Familie auf die Gattung Auricularia reduziert wurde. Arten mit längsseptierten Basidien und schnallentragenden Hyphen hingegen stellte er in die Familie der Exidiaceae.
Molekularbiologische Untersuchungen des LSU-nrDNA-Gens haben gezeigt, dass die Familie der Judasohrverwandten zusammen mit den Drüslingsverwandten (Exidiaceae) eine nicht trennbare Abstammungsgemeinschaft bilden. Zu dem Monophylum gehören neben Exidia auch die nah verwandten Gattungen Eichleriella, Exidiopsis und Heterochaete.

## Bedeutung
Einige Auriculariaarten sind beliebte Speisepilze und werden besonders in der asiatischen Küche gerne verwendet. Besonders zwei Arten sind von Bedeutung: das Judasohr (Auricularia auricula-judae) und die als Chinesische Morchel bezeichnete Auricularia nigricans (Syn. Auricularia polytricha). Beide sind vor allem in China und Südostasien wirtschaftlich bedeutende Speisepilze und werden auf Holz oder auf Sägespänen kultiviert. Sie spielen auch in der traditionellen chinesischen Medizin eine wichtige Rolle, Auricularia soll cholesterinsenkende Eigenschaften haben.